# Karol Oldenburg
Karol (ur. 26 października 1680 w Kopenhadze, zm. 8 lipca 1729 w Vemmetofte) – książę Danii i Norwegii z dynastii Oldenburgów.
Urodził się jako czwarty syn (szóste spośród ośmiorga dzieci) króla Danii i Norwegii Chrystiana V z jego małżeństwa z królową Karoliną Amelią. Starszym bratem księcia Karola był przyszły król Danii i Norwegii Fryderyk IV.
Karol zmarł bezżennie i bezpotomnie.